# Cemevi

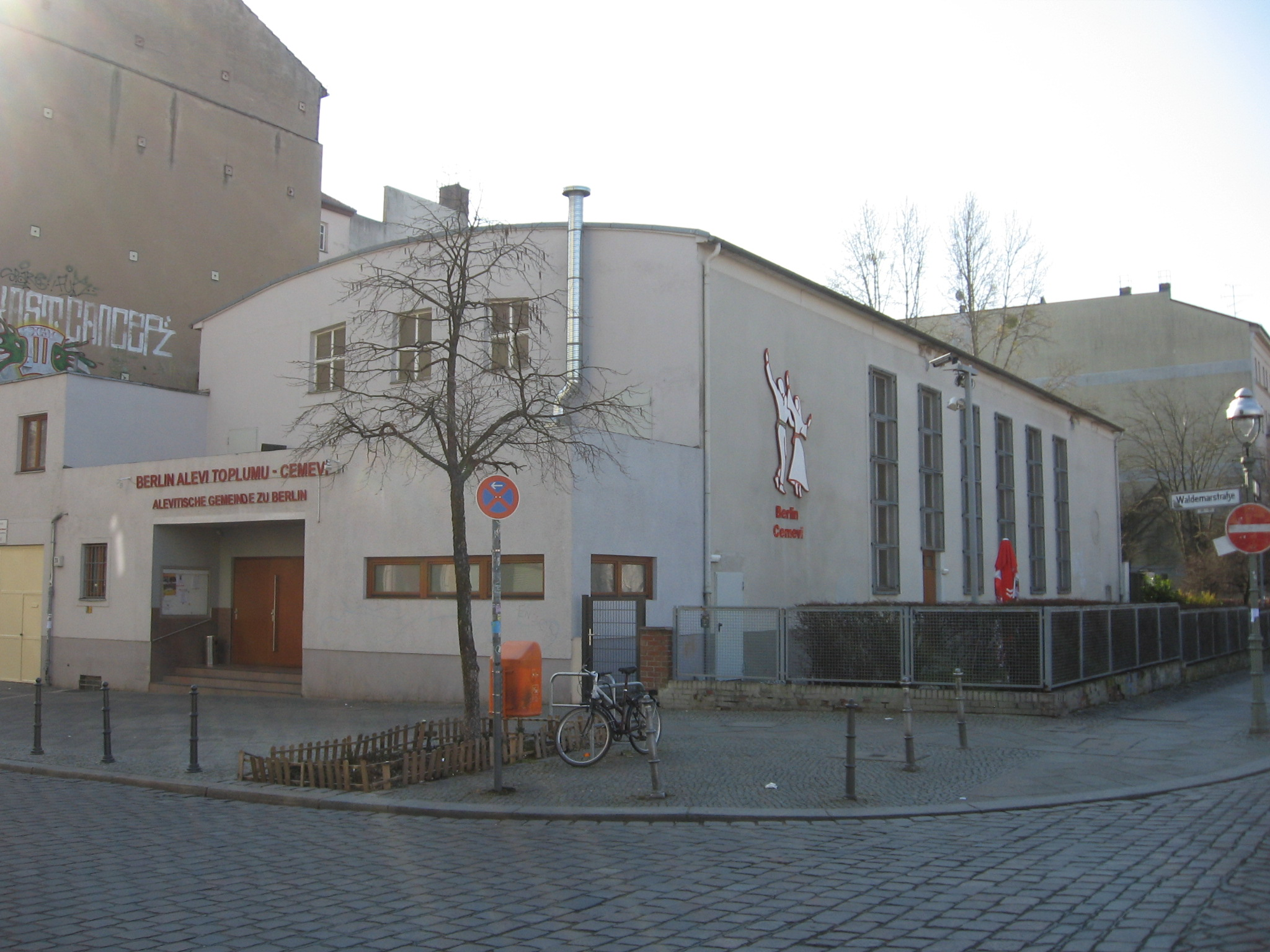
Cem-Haus in Berlin

Ein Cemevi (gesprochen dschemewi, aus türkisch cem, „Versammlung“, und ev, „Haus“, Plural cemevleri) ist ein alevitisches Versammlungs- und Kulturhaus. Es ist kein Gebäude, das ausschließlich dazu dient, einen Cem abzuhalten. Hier trifft sich die Gemeinde oder die Gemeindevertretung, um Probleme zu besprechen, Streit zu schlichten und die alevitischen Traditionen und Lehren zu vermitteln. Mit der Verbreitung des Alevitentums in Deutschland entwickelte sich die gebräuchliche deutschsprachige Bezeichnung Cemhaus.

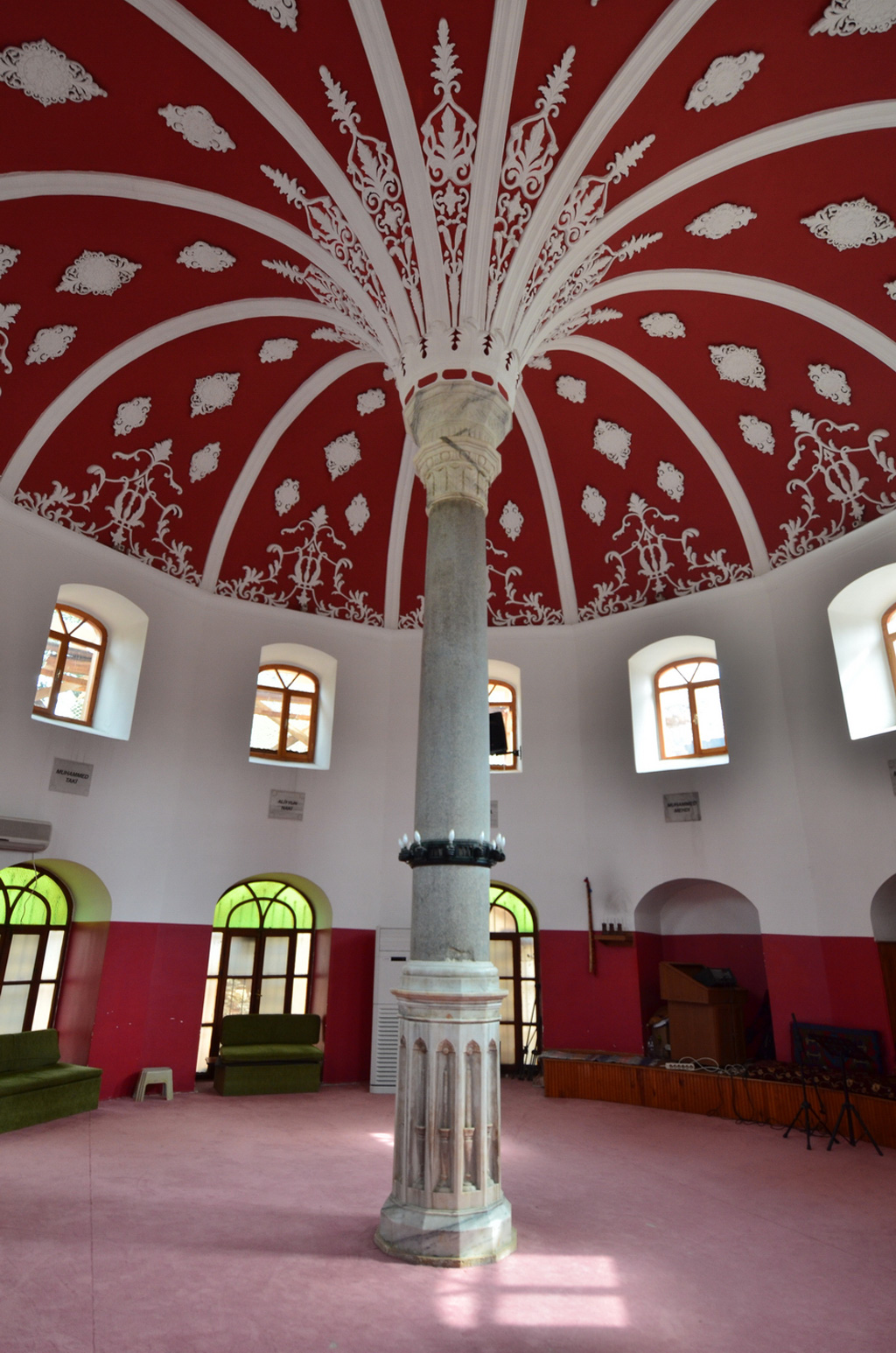
Innenansicht des historischen Şahkulu Sultan Dergahi Cemevi in Istanbul

## Cemsaal
In der alevitischen Glaubensrichtung gilt kein Ort der Welt heiliger als der andere. Da also eine Heiligung des Ortes verboten ist, kann ein Cem auch an fast jedem anderen Ort (ausgenommen sind Friedhöfe) abgehalten werden. In London wurde in einer ehemaligen Synagoge ein Cemevi eingerichtet. Das Gebäude des Cemhauses in Berlin ist eine ehemalige Kirche. Es spricht aus Sicht der Aleviten nichts dagegen, einen Cem auch in einer noch aktiven Synagoge abzuhalten. Entgegen der Meinung vieler Aleviten darf ein Cem in einer ehemaligen und selbst noch aktiven Moschee durchgeführt werden. Einzige Voraussetzung ist, dass Gottesdienste der jeweils anderen Religionsgemeinschaft nicht gestört werden und auch deren Gottesdienst den Cem nicht stört. In der Vergangenheit war es üblich, einen Cem im Freien zu zelebrieren, jedoch durch die Urbanisierung von immer mehr Aleviten wurden Gebäude zur Praktizierung des Gottesdienstes notwendig. So muss es in einem Cemevi auch einen Saal geben, in dem ein Cem abgehalten werden kann. Dieser Saal ist meist mit Teppichen geschmückt, und an den Wänden hängen häufig Bilder von Ali bzw. den 12 Imamen, Haci Bektas-i Veli und Atatürk. Am Ende des Saals ist ein Platz für den Dede bzw. Cem-Leiter. An der Wand entlang gibt es Sitzmöglichkeiten für die Teilnehmer des Cem. Der mittlere Bereich bleibt unbestuhlt, damit dort der Semah praktiziert werden kann. In der Türkei bestehen die Sitzgelegenheiten vorwiegend aus auf dem Boden gelagerten Sitzkissen. Dagegen werden in türkischen Metropolen und in Europa Stühle oder Bänke verwendet. Das vom Architekturbüro 9016 geplante und Ende 2020 fertiggestellte Fatma Ana Cemevi und Kulturzentrum in Istanbul ist das modernste in der Türkei.

## Lehrhaus
Ein Cemevi muss die Räumlichkeiten für Lehrtätigkeiten bieten. Dies können separate Unterrichtsräume sein. Da der Cemsaal nicht nur für den Cem verwendet werden muss, kann er auch für andere Gemeindeveranstaltungen benutzt werden. Sofern eine Gemeinde über keine eigenen Unterrichtsräume verfügt, findet meistens hier der Unterricht statt. Unterrichtet werden Tänze, das Spielen auf der Saz und Religion. Da die Aleviten in Europa häufig einen Migrationshintergrund haben, finden im Cemevi auch Sprachkurse in der jeweiligen Landessprache statt.

## Gerichtssaal
Das Cemevi als Gerichtssaal für die alevitische Gerichtsbarkeit hat heute keine große Bedeutung mehr. Während des Osmanischen Reiches führte jede ethnische Gruppe ihre Gerichtsbarkeit autonom durch, da sie sich nicht dem islamischen Gesetz unterwerfen wollte. Aber seit der Säkularisierung der Türkei wenden sich Aleviten an die ordentlichen Gerichte und tragen eventuelle Streitigkeiten dort aus. Weniger komplizierte Streitfälle werden dennoch manchmal im Cemevi geschlichtet. So vermeidet man die Kosten für ordentliche Gerichtsverhandlungen. Für strafrechtliche Angelegenheiten ist das Cemevi in einem Rechtsstaat allerdings nicht zuständig. Vereinzelt kommen im Cemevi Trauungen vor, die zusätzlich zur zivilen Eheschließung vorgenommen werden. In manchen Cemevi wird Mediation angeboten.

## Geschichte
Die Struktur der heutigen Cemevi lässt sich zwar immer noch auf die Charakteristika der Bektaschi-Tradition bzw. ihrer alevitischen Varianten in Anatolien zurückführen, doch die zunehmende Urbanisierung der Aleviten und die Verbreitung des Alevitentums in Westeuropa verlangten Veränderungen. Um modernen Ansprüchen zu genügen, entwickelten sich Cemevi in Westeuropa und in großen Städten der Türkei zu multifunktionalen Gebäuden mit einem weiten kulturellen Angebot. Außer dem traditionellen Unterricht in Semah, Saz-Spiel und Religion bieten Cemevi in Europa Sprachkurse und Computerkurse an. Ein Cemevi benötigt auch Räumlichkeiten für soziale Beratung seiner Mitglieder und in der Türkei entwickelten sich weitere bildungsfördernde Angebote wie Nachhilfe und Hausaufgabenbetreuung. Cemevis werden von der türkischen Regierung nicht als Gotteshäuser anerkannt.

## Cemevis in Istanbul
- Kırklar Cemevi (Ateştuğla, Bağcılar)
- Erikli Baba Cemevi (Zeytinburnu)
- Fatma Ana Cemevi (Beylikdüzü)
- Firuzköy Cemevi (Avcılar)
- Maltepe Cemevi (Maltepe)
- Garip Dede Cemevi (Küçükçekmece)
- Okmeydanı Cemevi (Okmeydanı, Beyoğlu)
- Gazi Cemevi (Gazi Mahallesi, Gaziosmanpaşa)
- Sarıgazi Cemevi (Sarıgazi, Ümraniye)
- Kartal Cemevi (Kartal)
- Gürpınar Cemevi (Gürpınar, Büyükçekmece)
- Şahkulu Sultan Cem Kültür Merkezi (Göztepe, Kadıköy)
- Haramidere Cemevi (Haramidere, Büyükçekmece)
- Tuzla Aydınlıköy Cemevi (Tuzla)
- Karacaahmet Cem Kültür Merkezi (Üsküdar)
- Yenibosna Cemevi (Yenibosna, Bahçelievler)